# Rhene mordax
Rhene mordax är en spindelart som först beskrevs av Tord Tamerlan Teodor Thorell 1890.  Rhene mordax ingår i släktet Rhene och familjen hoppspindlar. Inga underarter finns listade i Catalogue of Life.